# Lepus flavigularis
Lepus flavigularis (Заєць теуантепекський) — вид ссавців ряду Зайцеподібні.

## Поширення
Країна проживання: Мексика (Оахака). Мешкає на висоті не більше 500 м. В даний час цей заєць населяє луки з відкритим чагарником і прибережні трав'янисті дюни.

## Поведінка
Веде сутінковий і нічний спосіб життя. Споживає рослинний матеріал.
Довжина сезону розмноження може продовжуватись з лютого по грудень, з піком у відтворенні під час сезону дощів (з травня по жовтень). У виводку в середньому двоє дитинчат. Досягає статевої зрілості у шість-сім місяців для обох статей.

## Морфологічні ознаки
Загальна довжина становить 59,5 см. Дорослі важать від 3,5 до 4 кілограмів. Має великі вуха і задні лапи. Його легко відрізнити від інших видів зайців за двома чорними смугами, які йдуть від основи вух до потилиці, і за його білими боками. Низ білий, верх світло-бурий, посипаний чорним, круп сірий, хвіст чорний.